# Szajla
Szajla là một thị trấn thuộc hạt Heves, Hungary. Thị trấn này có diện tích 8,7 km², dân số năm 2010 là 632 người, mật độ 73 người/km².